# 鲁恺
鲁恺（1991年10月4日—），广西南宁人，中国男子羽毛球运动员，专攻双打，曾与黄雅琼搭档最高世界排名第二。

## 簡歷
鲁恺生於运动世家，父親鲁柏军是广西篮球名将和教练，母亲丘红則是排球运动员。1998年，鲁恺的父母因工作繁忙，拜托了广西著名羽毛球教练黄志强、何燕玲夫妇帮忙照顾兒子，鲁恺自此走上羽毛球之路。1999年，黄志强夫妇调到深圳工作，鲁恺於是转到南宁市体校跟陆雪梅教练继续练羽毛球，並在2002年年底进入了广西队。
2007年，教练推荐他参加国家少年队在苏州的集训，但期間却突然脚部骨折，被迫要回到南宁养伤。經歷了一年半的养伤，鲁恺在2008年底參加国家二队的选拔赛，順利入選国家队。
2009年，鲁恺代表国家队參加亞洲青年羽毛球錦標賽，與包宜鑫合作贏得團體賽和混合雙打比賽冠軍。同年10月，他又參加馬來西亞亞羅士打舉行的世界青年羽毛球錦標賽，奪得了團體賽冠軍，以及混雙季軍。
2013年末的澳门黄金大奖赛，由于在混双项目上还有一个名额，没有固定搭档的鲁恺和黄雅琼，出乎意料地被教练临时组合，前去参赛，结果一举夺得冠军。
2015年8月，鲁恺參加印尼雅加達舉行的世界羽毛球錦標賽，與老將蔡赟合作出戰男子雙打項目，他們在首圈以2-0輕取印度組合晉級，但在第二圈就以1比2（21-12、18-21、21-23）不敵16號種子、日本的橋本博且/平田典靖出局。赛后，蔡赟表示，自己年龄大了，希望搭档能够多给他一些保护，否则自己精力会分散的比较多；他感觉鲁恺在关键时刻有些顶不住，以致最后阶段精力不够集中，导致失误落敗。

### 苏杯失意
2016年赛季的国际比赛结束之后，鲁恺和黄雅琼先后受伤，在集训只有5天的情况下开始了2017赛季的征程，没想到两人状态极佳，在前六站比赛中全部打进决赛，获得四冠两亚，且外战保持不败，世界排名来到第二。两人也凭借优异的表现入选2017年蘇迪曼盃阵容。由于当时世界排名第一的陈清晨/郑思维在小组赛和半决赛中意外输球，教练组决定在决赛中让鲁恺和黄雅琼上阵，在决定胜负的第5场中，鲁恺/黄雅琼以17-21、13-21败北催率圭/蔡侑玎，也让中国队失去了苏杯七连冠的机会。
这场失利成为鲁恺职业生涯的重大转折点。苏杯之后，鲁恺/黄雅琼的状态急转直下，两人在随后的5站比赛中最好成绩仅为八强，教练组从整体考虑拆掉了鲁恺/黄雅琼以及郑思维/陈清晨的组合，让郑思维/黄雅琼搭档，陈清晨专注女双，鲁恺则暂时和老将汤金华搭档。2018年，鲁恺又陆续尝试过和周超敏、曹彤威搭档后，最终和陈露成为固定搭档，但是鲁恺再也未能找回2017年初的巅峰感觉。
2019年香港羽毛球公開賽，鲁恺/陈露首轮对阵克里斯·爱德考克/加布里·爱德考克夫妇，在第二局赛点遭遇误判，本已拿下的比赛被拖入到决胜局，最终输掉了比赛。11月21日，魯愷於微博宣布退出中國國家隊。之后，鲁恺就一直以教练兼运动员的身份出战全国比赛。2021年5月，他和比自己小整整13岁的师妹覃惠芷在全国冠军赛上创造奇迹，一路黑到底，夺得混双冠军。在全运会的比赛结束后，宣布这可能是职业生涯最后一场比赛.

## 主要比賽成績
只列出曾進入準決賽的國際賽事成績：
| 年份   | 賽事                     | 公開賽級別 | 項目     | 搭檔   | 成績   |
| ------ | ------------------------ | ---------- | -------- | ------ | ------ |
| 2009年 | 亞洲青年羽毛球錦標賽     | 其他       | 混合團體 | －     | 金牌   |
| 2009年 | 亞洲青年羽毛球錦標賽     | 其他       | 混合雙打 | 包宜鑫 | 金牌   |
| 2009年 | 世界青年羽毛球錦標賽     | 其他       | 混合團體 | －     | 金牌   |
| 2009年 | 世界青年羽毛球錦標賽     | 其他       | 混合雙打 | 包宜鑫 | 銅牌   |
| 2011年 | 俄羅斯羽毛球大獎賽       | 大獎賽     | 混合雙打 | 钟倩欣 | 準決賽 |
| 2013年 | 荷蘭羽毛球大獎賽         | 大獎賽     | 混合雙打 | 汤金华 | 準決賽 |
| 2013年 | 澳門羽毛球黃金大獎賽     | 黃金大獎賽 | 混合雙打 | 黄雅琼 | 冠軍   |
| 2014年 | 馬來西亞羽毛球黃金大獎賽 | 黃金大獎賽 | 混合雙打 | 黄雅琼 | 冠軍   |
| 2014年 | 新加坡羽毛球超級賽       | 超級賽     | 男子雙打 | 蔡赟   | 冠軍   |
| 2014年 | 中國羽毛球大師賽         | 黃金大獎賽 | 男子雙打 | 蔡赟   | 準決賽 |
| 2014年 | 中國羽毛球大師賽         | 黃金大獎賽 | 混合雙打 | 黄雅琼 | 冠軍   |
| 2014年 | 中國羽毛球首要超級賽     | 首要超級賽 | 混合雙打 | 黄雅琼 | 準決賽 |
| 2014年 | 香港羽毛球超級賽         | 超級賽     | 混合雙打 | 黄雅琼 | 準決賽 |
| 2015年 | 瑞士羽毛球黃金大獎賽     | 黃金大獎賽 | 男子雙打 | 蔡赟   | 冠軍   |
| 2015年 | 瑞士羽毛球黃金大獎賽     | 黃金大獎賽 | 混合雙打 | 黄雅琼 | 冠軍   |
| 2015年 | 新加坡羽毛球超級賽       | 超級賽     | 混合雙打 | 黄雅琼 | 亞軍   |
| 2015年 | 亞洲羽毛球錦標賽         | 其他       | 男子雙打 | 蔡赟   | 銅牌   |
| 2015年 | 澳洲羽毛球超級賽         | 超級賽     | 男子雙打 | 刘成   | 亞軍   |
| 2015年 | 丹麥羽毛球首要超級賽     | 首要超級賽 | 男子雙打 | 刘成   | 亞軍   |
| 2015年 | 法國羽毛球超級賽         | 超級賽     | 混合雙打 | 黄雅琼 | 準決賽 |
| 2016年 | 印度羽毛球超級賽         | 超級賽     | 混合雙打 | 黄雅琼 | 冠軍   |
| 2016年 | 印尼羽毛球首要超級賽     | 首要超級賽 | 混合雙打 | 黄雅琼 | 準決賽 |
| 2016年 | 澳洲羽毛球超級賽         | 超級賽     | 混合雙打 | 黄雅琼 | 冠軍   |
| 2016年 | 日本羽毛球超級賽         | 超級賽     | 混合雙打 | 黄雅琼 | 準決賽 |
| 2016年 | 丹麥羽毛球首要超級賽     | 首要超級賽 | 混合雙打 | 黄雅琼 | 準決賽 |
| 2016年 | 澳門羽毛球黃金大獎賽     | 黃金大獎賽 | 男子雙打 | 张楠   | 亞軍   |
| 2017年 | 德國羽毛球黃金大獎賽     | 黃金大獎賽 | 混合雙打 | 黄雅琼 | 亞軍   |
| 2017年 | 全英羽毛球首要超級賽     | 首要超級賽 | 混合雙打 | 黄雅琼 | 冠軍   |
| 2017年 | 印度羽毛球超級賽         | 超級賽     | 混合雙打 | 黄雅琼 | 冠軍   |
| 2017年 | 馬來西亞羽毛球首要超級賽 | 首要超級賽 | 混合雙打 | 黄雅琼 | 亞軍   |
| 2017年 | 新加坡羽毛球超級賽       | 超級賽     | 混合雙打 | 黄雅琼 | 冠軍   |
| 2017年 | 亞洲羽毛球錦標賽         | 其他       | 混合雙打 | 黄雅琼 | 金牌   |
| 2017年 | 蘇迪曼盃                 | 其他       | 混合團體 | －     | 銀牌   |
| 2018年 | 泰國羽毛球公開賽         | 超級500賽  | 混合雙打 | 陈露   | 準決賽 |
| 2018年 | 薩洛盧羽毛球公開賽       | 超級100賽  | 混合雙打 | 陈露   | 亞軍   |
| 2019年 | 瑞士羽毛球公開賽         | 超級300賽  | 混合雙打 | 陈露   | 準決賽 |

| 2007-2017年 | 首要超級賽 | 超級賽 | 黃金大獎賽 | 大獎賽 | 國際挑戰賽 | 國際系列賽 | 未來系列賽 | 其他 |

| 2018-2026年 | 總決賽 | 超級1000賽 | 超級750賽 | 超級500賽 | 超級300賽 | 超級100賽 | 國際挑戰賽 | 國際系列賽 | 未來系列賽 | 其他 |

### 奧運會和世錦賽參賽紀錄
|          | 搭檔   | 2014 | 2015 | 2016 | 2017 | 2018 | 2019 |
| -------- | ------ | ---- | ---- | ---- | ---- | ---- | ---- |
| 男子雙打 | 蔡赟   | －   | 32強 | －   | －   | －   | －   |
|          |        |      |      |      |      |      |      |
| 混合雙打 | 黄雅琼 | 8強  | 16強 | －   | 8強  | －   | －   |
| 混合雙打 | 陈露   | －   | －   | －   | －   | －   | 16強 |